# Antranilato 3-monoossigenasi
La antranilato 3-monoossigenasi è un enzima appartenente alla classe delle ossidoreduttasi, che catalizza la seguente reazione:
antranilato + tetraidrobiopterina + O2 ⇄ 3-idrossiantranilato + diidrobiopterina + H2O
L'enzima richiede Fe2+.